# Holding Communal
Le Holding Communal (Néerlandais: Gemeentelijke Holding) est un holding belge fondé en 1996 par les  communes et provinces de Belgique qui en sont actionnaires. La majeure part des moyens financiers du holding sont investis dans le groupe Dexia.
La holding est propriétaire à 39 % de la société anonyme A.S.T.R.I.D.